# Istoria lumii: partea I
Istoria lumii: partea I (History of the World, Part I sau Mel Brooks' History of the World: Part 1) este un film antologie de comedie din 1981 scris, produs și regizat de Mel Brooks. Brooks apare în acest film, interpretând cinci roluri: Moise,  Comicus filozoful, Tomás de Torquemada, regele Ludovic al XVI-lea al Franței și Jacques, le garçon de pisse. Multe alte vedete apar în film, Sid Caesar, Shecky Greene, Gregory Hines (debut actoricesc), Charlie Callas; sau actori care apar adesea în producțiile lui Brooks: Ron Carey, Dom DeLuise, Madeline Kahn, Harvey Korman, Cloris Leachman, Andreas Voutsinas și Spike Milligan. În roluri cameo apar Royce D. Applegate, Beatrice Arthur, Hugh Hefner, John Hurt, Phil Leeds, Barry Levinson, Jackie Mason, Paul Mazursky, Andrew Sachs sau Henny Youngman, printre alții. Orson Welles este naratorul fiecărui segment al filmului: Epoca de piatră, Vechiul Testament, Imperiul Roman, Inchiziția spaniolă, Revoluția Franceză și o prezentare a părții a doua (în care se detaliază ce va conține viitorul film: Hitler pe gheață, funeralii vikinge și „Evrei în spațiu”, o parodie Star Wars și The Muppet Show.) 
În ciuda titlului și a prezentării de la final, nu a existat o parte a 2-a a filmului. Cu toate acestea, la 40 de ani de la lansarea inițială a filmului, Hulu a anunțat că a comandat o serie de varietăți ca o continuare intitulată Istoria lumii: partea a II-a (History of the World, Part II), cu producția planificată să înceapă în primăvara anului 2022.

## Prezentare
Filmul este o parodie a filmelor epice istorice spectaculoase, inclusiv a celor peplum și a dramelor istorice Cele patru segmente principale  prezintă povestiri care au loc în epoca de piatră, Imperiul Roman, Inchiziția spaniolă și Revoluția franceză. Alte segmente intermediare includ primirea celor zece porunci de către Moise și ultima cină a lui Iisus Hristos.

### Epoca de piatră
Filmul începe cu o parodie a filmului 2001: O odisee spațială când un trib de Hominidae se ridică în picioare și devin oameni. 
Oamenii peșterilor (inclusiv Sid Caesar) descriu invenția focului, prima căsătorie (între un bărbat și o femeie, urmată la scurt timp de căsătoria între homosexuali), primul artist (care la rândul său dă naștere la primul critic care dacă nu-i apreciază lucrarea urinează pe ea) și încercările timpurii de comedie (oamenii se amuză doar când comicul este mușcat de un dinozaur) și muzică (prin lovirea picioarelor cu pietre; astfel se creează  o orchestră de strigăte care va interpreta "Helelujah Chorus" de Georg Friedrich Händel).

### Vechiul Testament
Moise (Mel Brooks) este arătat coborând de pe Muntele Sinai, purtând trei tăblițe de piatră după ce a primit Legea de la Dumnezeu (voce Carl Reiner, nemenționat). Când a anunțat poporului că a primit Legea de la Dumnezeu, Moise proclamă: "Domnul Iehova v-a dat vouă cele cincisprezece ..." (dar o tăbliță din piatră îi cade din mâini și se face praf) " ... cele zece porunci! Zece! Pentru ca toți să se supună!"

### Imperiul Roman
Comicus (din nou Brooks), un filozof de stand-up, așteaptă la coadă în Roma antică să încaseze ajutorul de șomaj când este informat de agentul său Swiftus (Ron Carey) că a primit un contract mare la palatul lui Caesar. În drum spre Palat, Comicus se întâlnește și se îndrăgostește de o virgină vestală  numită Miriam (Mary-Margaret Humes) și se împrietenește cu un sclav etiopian pe nume Josephus (Gregory Hines) condamnat la moarte alături de alți sclavi. Viața lui Josephus este cruțată când intră în serviciul împărătesei Nympho (Madeline Kahn).
La Palat, împăratul supraponderal Nero (Dom DeLuise) se tratează cu mâncare, face ochi dulci fecioarelor frumoase și bărbaților și așteaptă să fie distrat. Comicus uită cine este publicul său și începe să spună glume despre oameni grași iar împăratul se supără și-l condamnă la moarte. Josephus, cu gândul în altă parte, toarnă o cană de vin pe Nero și, drept pedeapsă, i se ordonă să lupte împotriva lui Comicus până la moartea unuia dintre cei doi, la fel ca luptele dintre gladiatori în arenă. Cei doi se luptă până ies din palat, ajutați să scape de Miriam, de împărăteasa Nympho și de un cal numit Miracol.
După ce Miriam îi ajută pe Comicus, Josephus și Swiftus să găsească refugiu în casa împărătesei Nympho. Josephus se ascunde printre eunucii împărătesei, dar este descoperit de către soldați după ce "reacționează" la dansul unei femei seducătoare. Soldații romani, conduși de Marcus Vindictus (Shecky Greene) îi urmăresc. Pe măsură ce soldații se apropie de căruța grupului (trasă de Miracol), Josephus îi instruiește să obțină o "marijuana roșie" pe care o aprind într-un dispozitiv din papirus pe care Josephus îl numește Mighty Joint. Fumul gros provoacă confuzie și oprește soldații romani care îi urmăreau.
Fugarii ajung într-un port și pornesc spre Iudeea. În timp ce așteaptă să servească masa la un restaurant, Comicus ajunge din greșeală într-o cameră privată, unde are loc Cina cea de Taină, în timp ce Iisus le spune apostolilor: "Unul dintre voi m-a trădat în seara asta". Apostolilor li se face frică. Comicus spune "IUDA". Iuda, surprins, aproape sare din scaun, iar Comicus continuă: "Vrei puțin vin fiert?" și îl întrerupe în mod repetat pe Iisus (John Hurt) (folosindu-i numele ca pe o expresie a spaimei sau a îngrijorării, chiar în fața lui). În cele din urmă, Leonardo da Vinci (Art Metrano) apare ca să picteze portretul grupului. Nemulțumit că nu poate vedea decât jumătate din spatele capului, îi mută pe toți pe o parte a mesei și îi pictează cu Comicus în spatele lui Iisus, ținând o placă de argint în mâini care are un efect de aură.

### Inchiziția spaniolă
Segmentul cu Inchiziția spaniolă este realizat în stilul producțiilor grandioase ale lui Busby Berkeley. Segmentul conține un număr mare de cântece și dansuri, în care Brooks este infamul Torquemada. Un purtător de cuvânt îl introduce pe Torquemada și cântă despre numele său, observând că, în ciuda rugăciunilor pentru milă din partea celor condamnați, „nu poți să faci nimic cu Torquemada”. Sunt prezentate mai multe cazuri de tortură „comică”, printre care se numără o fecioară de fier și o „tortură cu apă” reimaginată ca un balet acvatic cu călugărițe în stil Esther Williams. Jackie Mason și Ronny Graham apar cameo în această scenă ca victime ale torturii evreiești.

### Revoluția Franceză
În taverna ei Madame Defarge (Cloris Leachman) incită o mulțime pentru a declanșa Revoluția franceză. Între timp, regele Ludovic (din nou Brooks) este avertizat de consilierii săi că țăranii nu-l plac. Printre consilierii se numără contele de Monet (jucat de Harvey Korman și numit în mod eronat „contele da Money” de către rege și alții) și asociatul său Béarnaise (Andreas Voutsinas). Regele nu crede că țăranii nu-l iubesc și afirmă că urăște violența. Apoi continuă să tragă în țărani care sunt aruncați în aer pentru a fi luați la țintă ca rațele. O femeie frumoasă, Mademoiselle Rimbaud (Pamela Stephenson), îi cere regelui Ludovic să-i elibereze tatăl care a fost închis la Bastilia timp de 10 ani pentru că a spus că „săracul nu este așa de rău”. Regele este de acord să-i ierte tatăl, cu condiția ca ea să facă sex cu el în acea noapte, iar dacă Mademoiselle Rimbaud va refuza, o amenință că tatăl ei va muri. Apoi îi dă 10 secunde să decidă între „sex sau moarte” (hump or death) și în ultima secundă ea este de acord cu „sexul” (hump).
De Monet reușește să convingă regele că revoluția mocnește și trebuie să se ascundă. Pentru acest lucru le trebuie o sosie să joace rolul regelui cât timp acesta fuge. Este ales Jacques (interpretat tot de Brooks), garçon de pisse (adică băiatul cu olița pentru pipi). Mai târziu în acea noapte, Mademoiselle Rimbaud, care nu știe că în locul regelui este Jacques, sosește și se oferă acestuia. În timp ce ea îi cere s-o dezvirgineze, Jacques semnează grațierea tatălui ei și îi spune că nu trebuie să întrețină relații sexuale. După ce Mademoiselle Rimbaud și tatăl ei senil (Spike Milligan) se întorc din închisoare, țăranii pătrund în cameră și îl prind pe „regele” fals, pe Mademoiselle Rimbaud și pe tatăl ei „în numele poporului Freanței.”   Ei sunt duși la ghilotină pentru crimele comise de monarhie. Ca o ultimă dorință, Jacques cere Novocain. Călăul îi spune că „știința nu a inventat [încă] așa ceva”, la care Jacques îi răspunde că „voi aștepta”. Când Jacques este pe cale de a fi decapitat, Rimbaud spune că „doar un Miracol îl mai poate salva acum”. În acel moment, Josephus ajunge într-o căruță trasă de calul Miracol și îi scapă. Jacques îl întreabă pe Josephus cum de-a ajuns aici tocmai din Imperiul Roman, iar acesta îi răspunde Nu fi cap pătrat, filmul înseamnă magie! Toți ies cu bine din Paris, în căruță. Ultima scenă arată grupul cum se apropie de un munte sculptat cu cuvintele „SFÂRȘIT”.

### Prezentare partea a II-a
Sfârșitul filmului prezintă o reclamă cu viitorul film denumit Istoria lumii: partea a II-a,  în care Brooks, ca narator, promite să prezinte mai multe segmente printre care Hitler pe gheață, o înmormântare vikingă și „Evrei în spațiu”, o parodie a francizelor Star Wars și The Muppet Show.
În ciuda acestui lucru, nu a fost lansată nici o continuare și  „Partea I” care apare în titlul filmului este doar o glumă istorică (Istoria lumii: partea I a fost scrisă de Sir Walter Raleigh în timp ce era prizonier în Turnul Londrei și a reușit să finalizeze doar primul volum înainte de a fi decapitat).

## Distribuție
- Orson Welles – Narator
- Mel Brooks – Moise, Comicus, Tomas de Torquemada, Ludovic al XVI-lea al Franței și Jacques le Garçon de Pisse
- Dom DeLuise – Împăratul Nero
- Howard Morris - sfetnicul lui Nero
- Madeline Kahn – împărăteasa Nympho
- Harvey Korman – Contele de Monet
- Cloris Leachman – Madame Defarge[14]
- Ron Carey – Swiftus Lazarus
- Gregory Hines – Josephus
- Pamela Stephenson – Mademoiselle Rimbaud
- Spike Milligan – Monsieur Rimbaud
- Andreas Voutsinas – Béarnaise
- Shecky Greene – Marcus Vindictus
- Sid Caesar – Conducătorul oamenilor peșterilor
- Bea Arthur – "Vnemployment" Insurance Clerk (de la agenția forțelor de muncă din Roma) (nemenționat)
- Johnny Silver – Small Liar
- Mary-Margaret Humes – Miriam
- Paul Mazursky – ofițer roman
- Hugh Hefner – roman în fața Templului lui Eros
- Barry Levinson – vânzător de coloane
- Charlie Callas – Soothsayer
- John Hurt – Iisus Cristos
- Andrew Sachs – Gerard
- Diane Day – Caledonia
- Cleo Rocos – franțuzoaică
- Nigel Hawthorne – călău
- John Myhers - Șeful Senatului Roman
- Fiona Richmond - regină
- Bella Emberg - Baguette
- John Hillerman - bogătaș
- Jonathan Cecil - Poppinjay (Revoluția Franceză)

## Producție
Brooks a reamintit că inspirația pentru acest film a survenit dintr-un incident din 1979:
Mă plimbam de-a lungul parcării de la 20th Century Fox în drumul spre biroul meu, când unul dintre oamenii care lucrau la High Anxiety (Marea neliniște) a strigat din spatele unui camion aflat în mișcare."- Hei Mel, ce urmează? unul mare?
Din senin, cel mai tare titlu la care m-am putut gândi mi-a apărut în minte: "-Da, cel mai tare film făcut vreodată. Se numește «Istoria lumii»".
Altcineva de pe camion a strigat: "- Cum poți să acoperi [istoria] întregii lumi într-un [singur] film?"
"- Ai dreptate", am strigat. "Poate îl voi numi «Istoria lumii: partea I»".
Richard Pryor trebuia să joace rolul lui Josephus, dar cu două zile înainte de începerea filmării scenelor în care apărea, a fost spitalizat cu arsuri grave într-un incident foarte mediatizat. Brooks era pe punctul de a șterge aceste scene atunci când  Madeline Kahn i-a sugerat pe Gregory Hines pentru acest rol. Sosirea lui Comicus în palatul lui Caesar (Nero) a fost filmată la hotelul Caesars Palace din Las Vegas.
O scenă din film care se referea la accidentul de la Three Mile Island a fost eliminată. "Aveam [o scenă cu] un tată și o mamă", a spus Brooks, "jumătate câine și jumătate pisică ca urmare a crizei nucleare. Dar publicul a fost rece și nu a râs, așa că am scos-o din film."

## Primire

### Box office
Istoria lumii: partea I a fost un succes la box office, cu încasări de 31,7 milioane de dolari, la un buget de 10 milioane de dolari. A încasat 4,8 milioane de dolari în weekend-ul premierei, fiind pe locul doi la box-office.
A fost însă considerat o dezamăgire comercială, deoarece filmul "a fost urmărit" cu mare atenție, iar filmele anterioare ale lui Brooks au avut un succes mai mare. Încasările la box office au început bine în prima săptămână, apoi au scăzut.
Istoria lumii, partea I a fost lansat pe DVD. Potrivit MPAA, a fost evaluat "R", adică conține scene "cu un umor sexual crud, limbaj comic violent, cu sex, nuditate și consum de droguri".

## Legături externe
- Istoria lumii: partea I la IMDb.com
- Istoria lumii: partea I la Cinemagia.ro
- Istoria lumii: partea I Arhivat în 8 martie 2018, la Wayback Machine. la Cinemarx.ro

## Vezi și
- Listă de filme produse de 20th Century Fox
- Listă de filme americane din 1981
- Listă de filme de comedie din anii 1980
- Listă de filme despre Roma antică